# ويليام رودجر
ويليام رودجر (13 يناير 1847 - 23 أكتوبر 1888) (بالإنجليزية: William Rodger)‏ هو لاعب كريكت بريطاني.

## وصلات خارجية
- ويليام رودجر على موقع إي آس بي آن كريك إنفو (الإنجليزية)